# Pływanie synchroniczne
Pływanie synchroniczne – połączenie pływania, gimnastyki oraz tańca; często nazywane wodnym baletem. W 2017 roku Światowa Federacja Pływacka (FINA) zmieniła nazwę pływania synchronicznego na pływanie artystyczne.

## Wstęp
Sport uprawiany głównie przez kobiety, na świecie zyskał popularność w latach 20. XX wieku, kiedy to kanadyjska żeńska drużyna waterpolo (piłki wodnej) oraz nurek Margaret Sellers wykorzystując swoje doświadczenie pływackie rozwinęły „ornamental swimming” współcześnie nazywane pływaniem synchronicznym. Sport został zaprezentowany na Igrzyskach Olimpijskich w 1952, 1956 i 1968. W roku 1973 w Belgradzie odbyły się pierwsze mistrzostwa świata w pływaniu synchronicznym. Od 1984 roku jest to dyscyplina olimpijska; jest jedną z niewielu dyscyplin olimpijskich, w której startują wyłącznie kobiety.

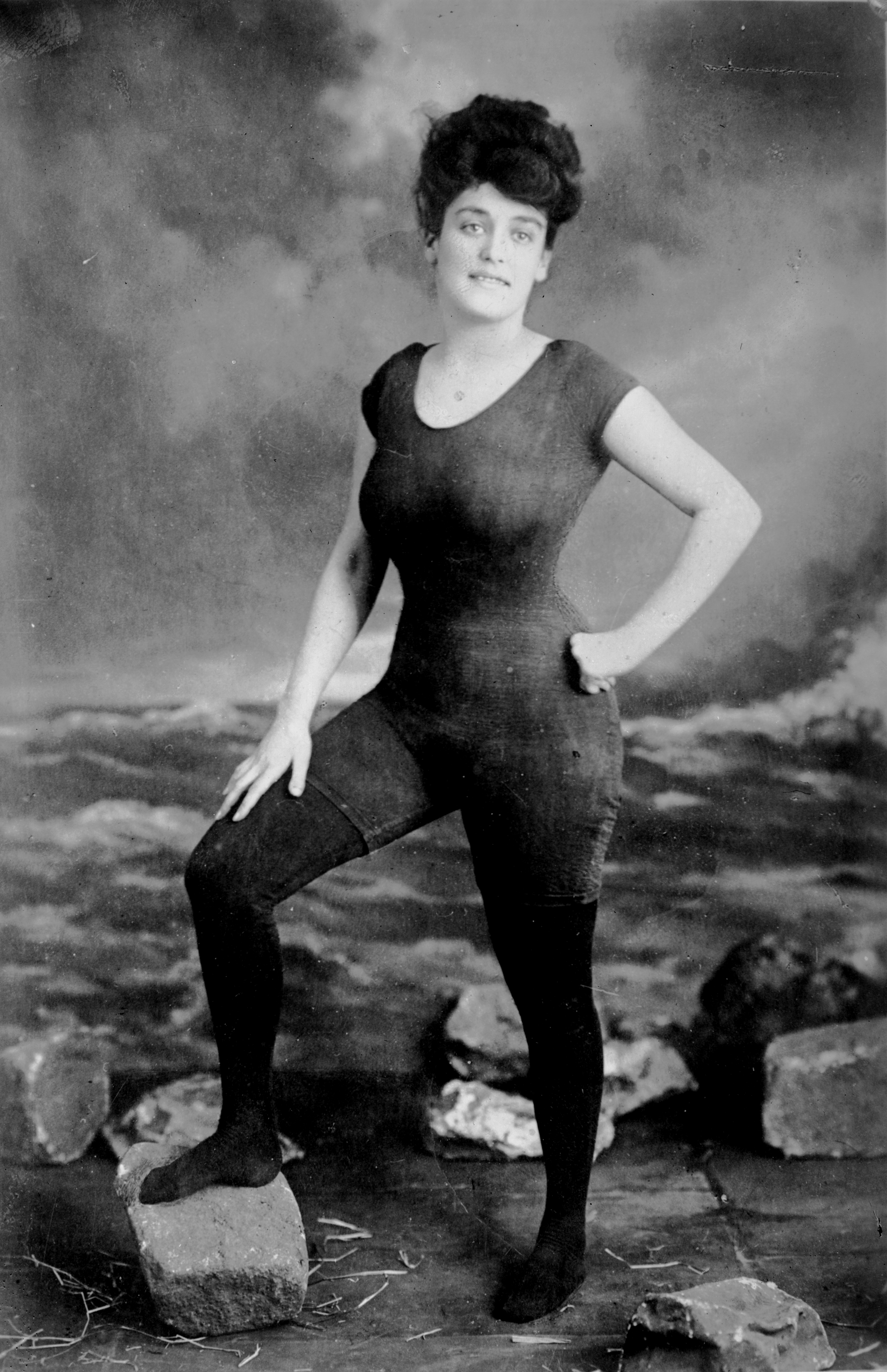
Anette Kellermann w swoim słynnym jednoczęściowym kostiumie kąpielowym, ok. 1906

Mimo iż ten sport jest uważany za typowo kobiecy, jego początki wiążą się z męskimi zawodami. W 1890 i 1891 w Berlinie oraz w 1892 w Londynie odbyły się pierwsze zawody w pływaniu synchronicznym. W tamtych czasach jedynie mężczyźni mogli startować w tej dyscyplinie. Pierwsza wzmianka o pływaczkach synchronicznych pochodzi z roku 1907, kiedy to Annette Kellerman, Australijka, przyciągnęła uwagę całego kraju, występując w szklanym zbiorniku w New York Hippodrome i zyskała sławę jako podwodna baletnica. Obecnie ten sport jest zdominowany przez kobiety; niewielu mężczyzn go uprawia. Najsłynniejszym mężczyzną pływającym synchronicznie jest Bill May – reprezentant Stanów Zjednoczonych, pływający w duecie z Anną Kozlową.
Pływanie synchroniczne wymaga od zawodniczek mistrzowskiej techniki, bardzo dobrego rozciągnięcia mięśni, siły, wytrzymałości oraz gracji.

## Zasady

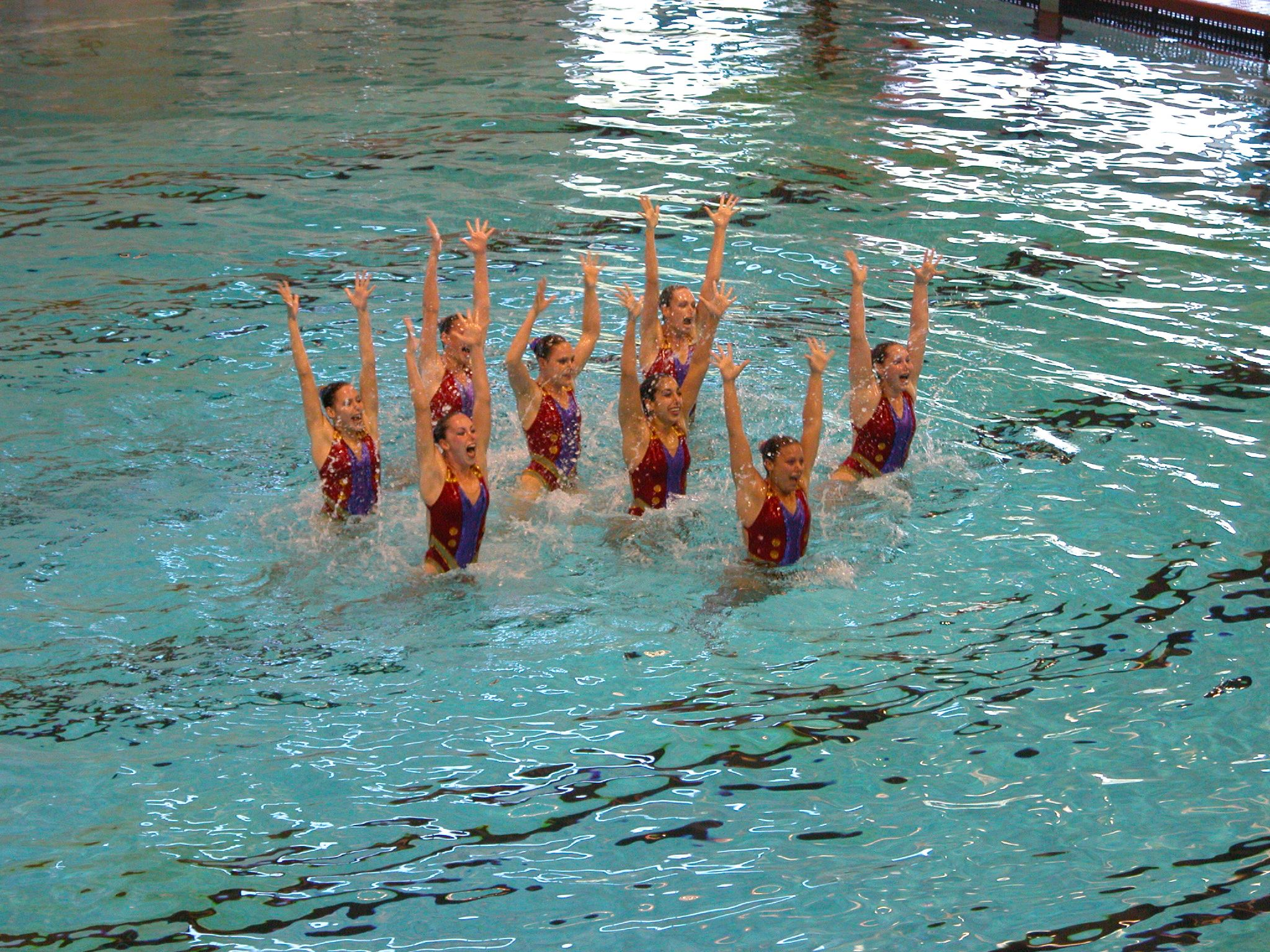
Kanadyjskie synchroniczki; równoczesny wyskok

Zawody rozgrywane są w następujących konkurencjach: 
- solo
- duet
- team (ośmioosobowe zespoły)
- kombinacja (10 zawodniczek/ów)
- duet mix (kobieta z mężczyzną)

Zawodnicy/czki mają za zadanie przedstawić układ zsynchronizowanych z muzyką ćwiczeń w wodzie. Zawody pływania synchronicznego podzielone są na dwa etapy:
- W pierwszym etapie seniorki wykonują układ techniczny (short). Jest to odejście od starego porządku, który nakazywał każdej osobie zaprezentowanie 4 figur (2 obowiązkowych i 2 z wylosowanego zestawu – juniorki nadal wykonują figury obowiązkowe, zamiast programu technicznego). Podczas wykonywania figur zawodnicy/czki ubrani byli obowiązkowo w czarny strój, biały czepek, używali również okularków i zacisków na nos (nose clip).
- W drugim etapie – prezentacji tzw. układów dowolnych – nie używa się okularków i czepków. Stroje i fryzury podkreślają choreografię układu – niejednokrotnie zawody to zapierające dech widowisko. Suma punktów z eliminacji i finałów decyduje o końcowej klasyfikacji.

Programy oceniane są przez dwa zespoły po 6 sędziów. Składy sędziowskie oceniają występy w skali od 1 do 10 z dokładnością do dziesiątej części punktu. Na końcowy wynik składają się po połowie wyniki części technicznej i dowolnej.

## Pływanie synchroniczne w Polsce
W Polsce, rozwój pływania synchronicznego zapoczątkowała Bożena Niewitecka w roku 1987. Od 1989 roku większość choreografii Poznania oraz reprezentacji Polski jest dziełem Elżbiety Klimaszyk, która wytrenowała wiele Mistrzyń Polski. Jednak mimo upływu czasu sport ten jest nadal słabo rozpowszechniony. 
Adresy klubów oraz kalendarz zawodów jest publikowany na podstronie Polskiego Związku Pływackiego, pod który podlega Autonomiczny Komitet Pływania Synchronicznego. Reprezentacja kraju rekrutuje z Gdańska, Poznania, Leszna, Warszawy, Śremu, Wrocławia oraz Bielawy i zwykle plasuje się na początku drugiej dziesiątki na Mistrzostwach Europy w pływaniu. 

## Zawody w pływaniu synchronicznym
~lista niepełna~
- krajowe:
  - Mistrzostwa Polski (seniorek – otwarte, juniorek – rozgrywane oddzielnie)
  - Ogólnopolska Olimpiada Młodzieży + eliminacje do OOM
  - Międzywojewódzkie Mistrzostwa Młodzików
  - Ogólnopolskie Zawody Młodzików

- międzynarodowe:
  - Letnie igrzyska olimpijskie
  - Mistrzostwa świata
  - Mistrzostwa Europy
  - Puchar Świata
  - Puchar Europy
  - Mistrzostwa Europy Juniorek
  - Igrzyska azjatyckie
  - Igrzyska panamerykańskie
  - Dutch Synchro Swimm
  - German Open
  - Loano Cup
  - Swiss Open Juniors
  - Danube Cup
  - Międzynarodowy Mityng Juniorek
  - Otwarty Puchar Polski
  - Międzynarodowy Mityng Seniorek i Juniorek
  - Synchro Roma
  - Orka Cup